# 2110 Moore-Sitterly
2110 Moore-Sitterly је астероид главног астероидног појаса са средњом удаљеношћу од Сунца која износи 2,198 астрономских јединица (АЈ).
Апсолутна магнитуда астероида је 13,8.